# Císařův slavík

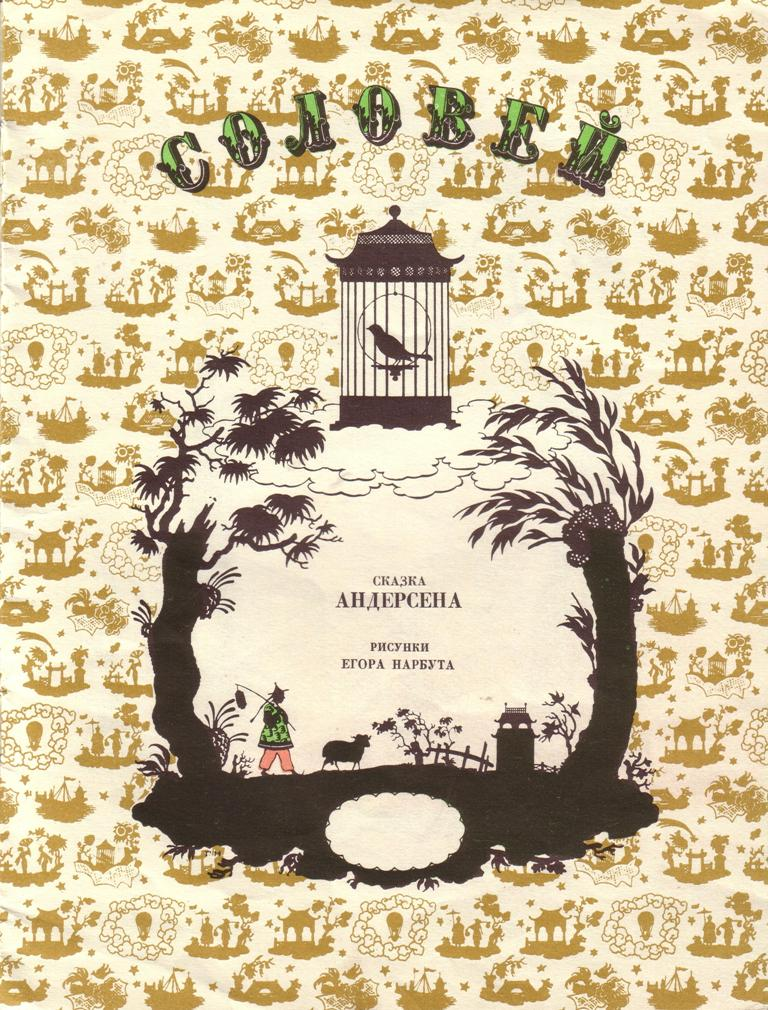
Císařův slavík (G. I. Narbut)

Císařův slavík (dánsky Nattergalen) je pohádka dánského spisovatele Hanse Christiana Andersena. Příběh poprvé vyšel v Kodani 11. listopadu 1843.
Tento příběh, dost možná inspirovaný Andersenovou neopětovanou láskou ke zpěvačce Jenny Lind, byl kritiky dobře přijat a přispěl k růstu autorovy popularity. Na jeho motivy vznikla opera, balet, muzikál, televizní drama a jednou z adaptací je i animovaný film Jiřího Trnky z roku 1948.

## Příběh
Čínský císař zjišťuje, že jednou z nejkrásnějších věcí v jeho říši je píseň slavíka. Když nařídí, aby mu přinesli slavíka, dívka z kuchyně (jediná, která ví, kde pták je) dvůr zavede do blízkého lesa. Slavík souhlasí, že se objeví u dvora. Císař je tak unešen ptačí písní, že drží slavíka v zajetí. Když však dostane darem krásného mechanického ptáka, o skutečného slavíka ztratí zájem. Ten se vrací do lesa. Mechanický pták se nakonec rozbije kvůli nadměrnému používání. O několik let později císař vážně onemocní. Když se o tom dozví slavík, vrátí se do paláce. Sama smrt je tak dojata, že odejde a císař se uzdraví. Slavík souhlasí, že bude císaři zpívat o dění v jeho říši, aby byl znám jako nejmoudřejší císař, co kdy žil.